# 三家村避風塘
22°17′28″N 114°14′14″E / 22.29111°N 114.23722°E
三家村避風塘位於香港九龍鯉魚門（油塘），得名自旁邊的三家村；出入口設於避風塘的南方，准許出入的船隻總長度不得超過30.4（100英尺）。

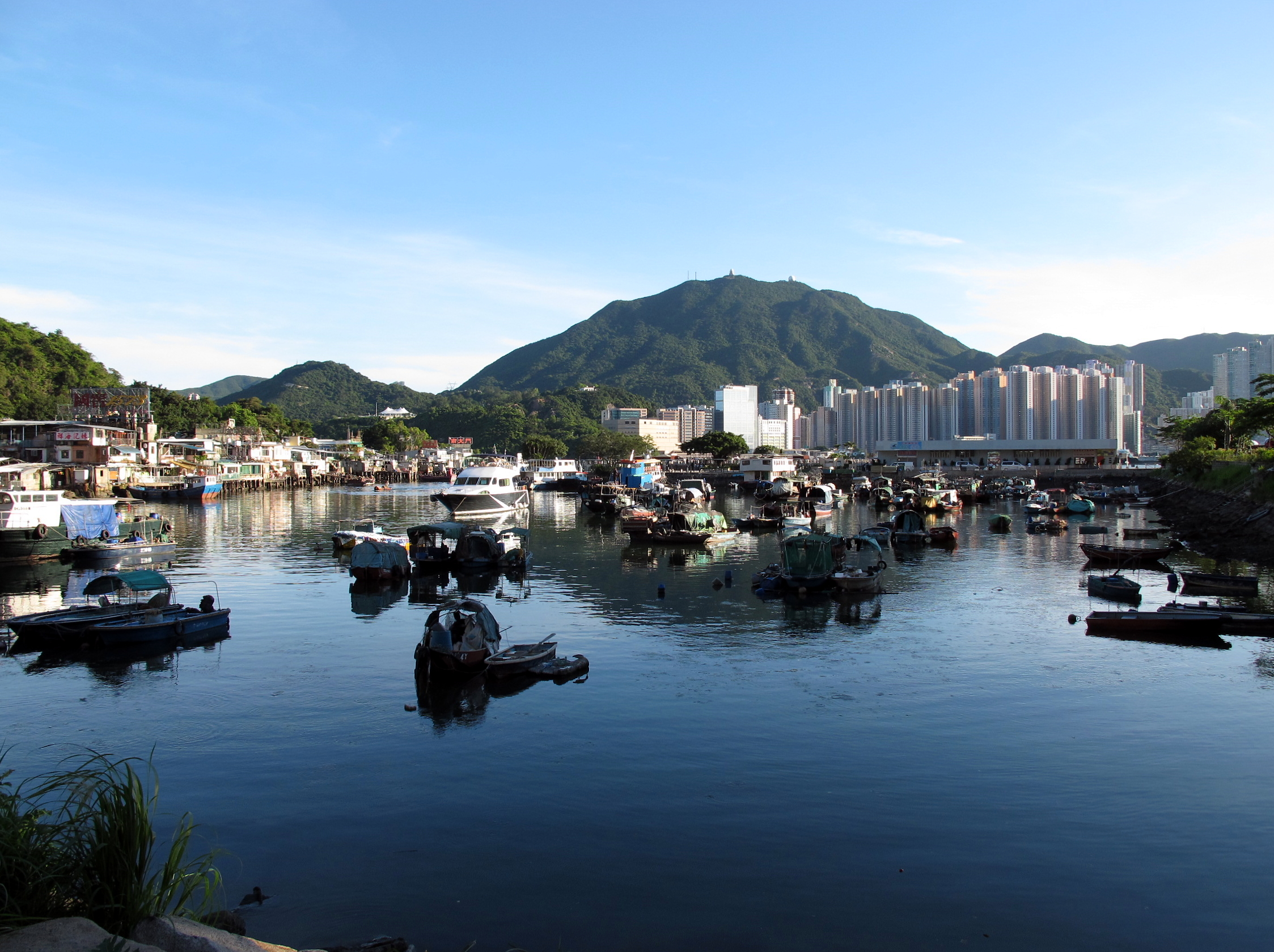
三家村避風塘

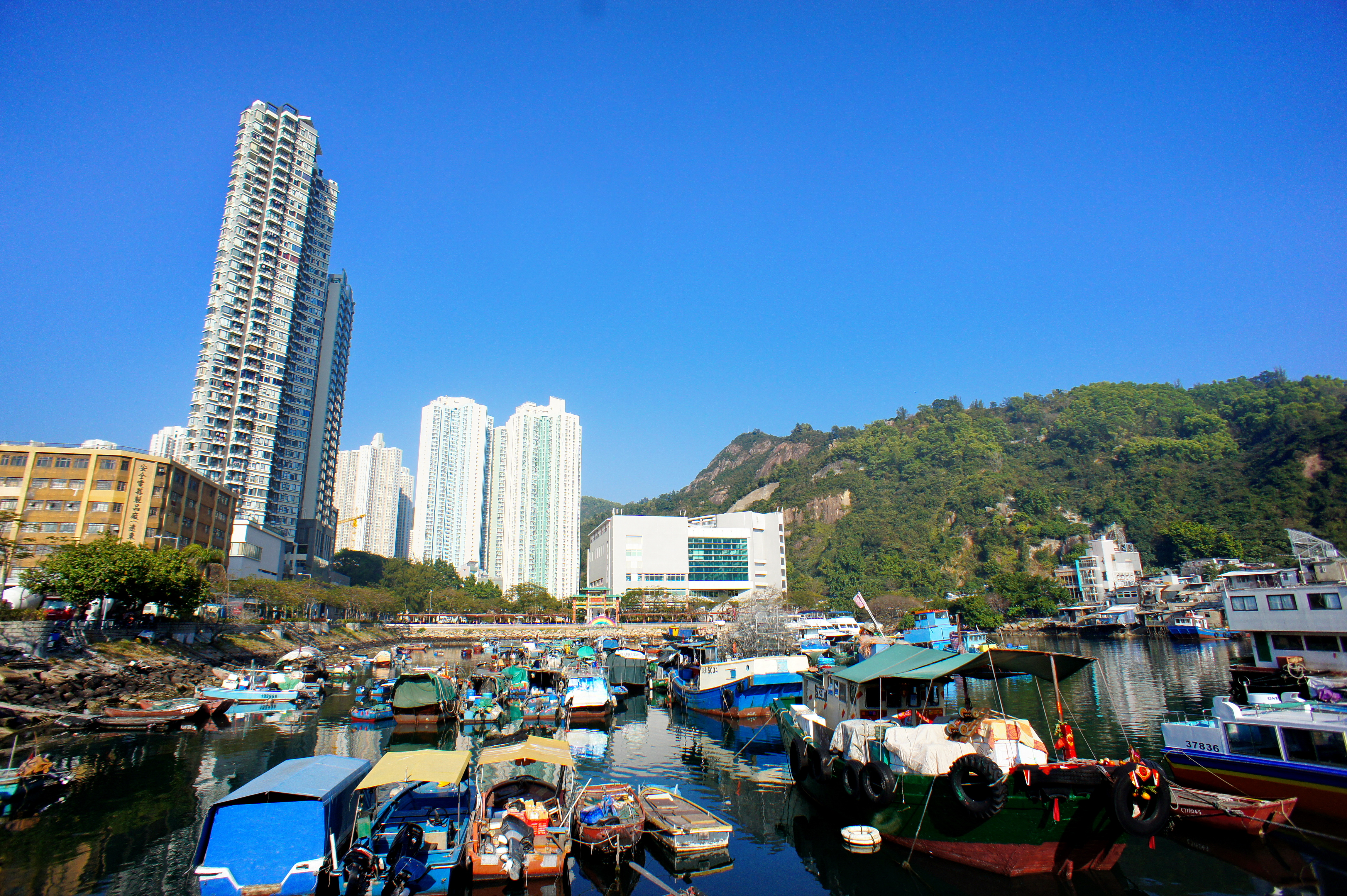
三家村避風塘（左前方的高樓大廈是鯉灣天下，右方的山麓是魔鬼山）

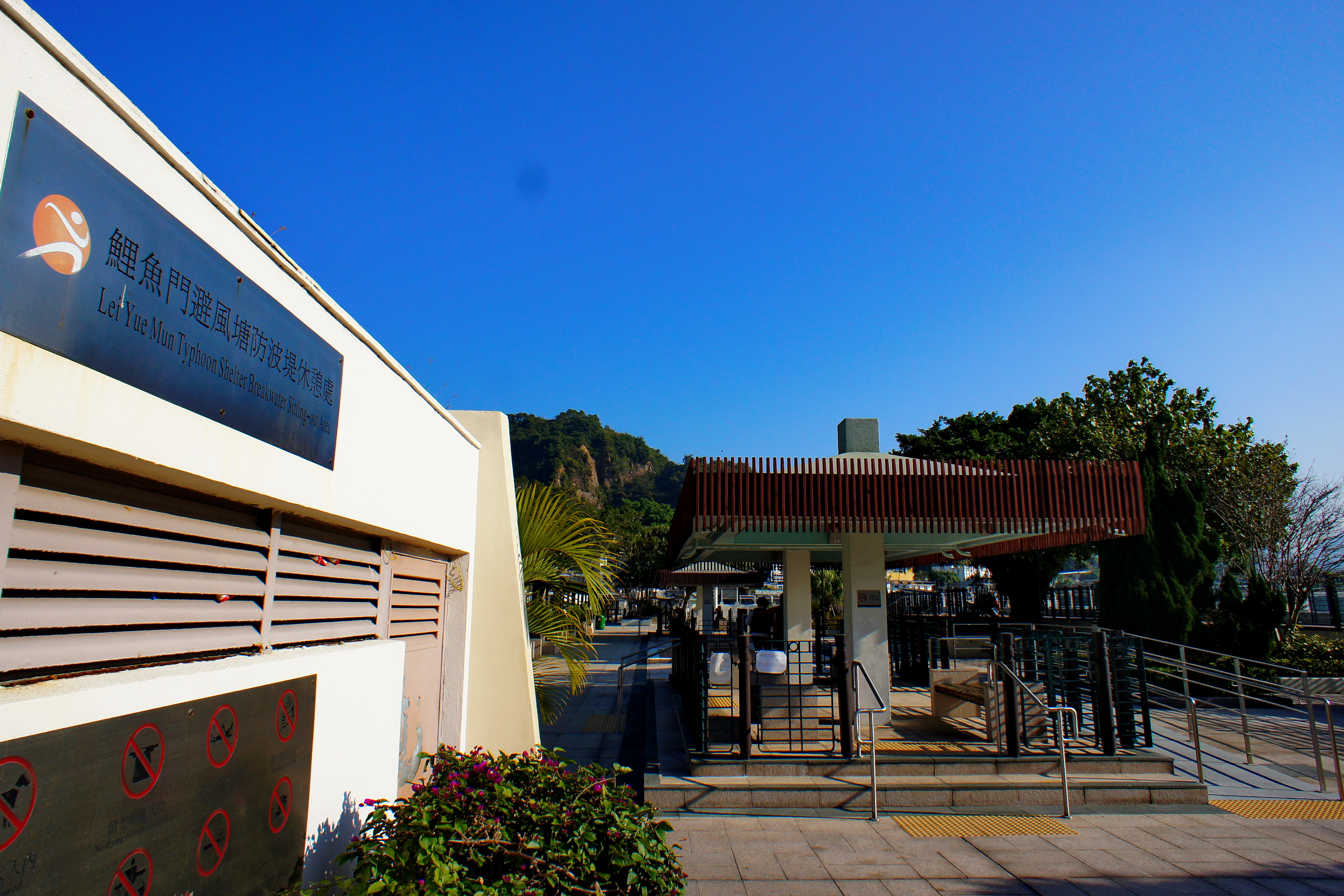
鯉魚門避風塘防波堤休憩處

避風塘沿岸設有鯉魚門徑可供遊人散步，附近的鯉魚門海旁道則有很多海鮮酒家，是香港其中一個旅遊景點。防波堤盡處是康文署管轄的休憩場地，旁邊為三家村碼頭，定期有渡輪往返西灣河。

## 歷史
十九世紀，鯉魚門村盛產白米酒，客家人叫做燒酒，釀製於現今避風塘，因此避風塘又叫「酒灣」（Wine Bay）。至1950年代仍有釀酒。
英軍曾徵用酒灣，建成「皇后碼頭」。1946年，英軍撤離魔鬼山，居民開始用碼頭乘渡輪到筲箕灣等地。

## 水質問題
香港政府早年已開始將排入三家村避風塘內的主幹雨水渠改道，以減少污染物直接流入避風塘。於2004年底，又在三家村避風塘進行了生化處理工程，分解沉積物內有機污染物。

## 維港渡海泳
2011年，香港再辦維港渡海泳，起點設於三家村避風塘。

## 外部連結
维基共享资源上的相關多媒體資源：三家村避風塘